# Island i olympiska sommarspelen 1912
Island deltog för första gången vid de olympiska spelen vid de olympiska sommarspelen 1912 i Stockholm. Totalt deltog två isländska idrottare och deras resultat brukar räknas till Island trots att Island vid tidpunkten hörde till Danmark. Ingen av deltagarna vann någon medalj.